# Gurkenkernbandwurm
Der Gurkenkernbandwurm (auch Kürbiskernbandwurm, Dipylidium caninum):30 ist der häufigste Bandwurm beim Hund und kommt weltweit vor. Gelegentlich tritt dieser Bandwurm auch bei Katzen auf. Zwischenwirte sind Flöhe oder Tierläuse der Unterordnung Ischnocera des Hundes oder der Katze. Die Wurmeier werden von den Flohlarven aufgenommen und entwickeln sich in ihnen zu Cysticercoiden. Durch Fressen der Flöhe gelangen diese Bandwurmstadien in den Darm des Hundes und entwickeln sich dort in 20 Tagen zum adulten Bandwurm. Dieser ist 10–70 Zentimeter lang und hat eine Breite von 2 bis 3 Millimetern. Durch Wechsel der Flöhe auf andere Hunde (oder Katzen) wird er in der Population weiter verbreitet.
Das Krankheitsbild entspricht denen anderer Bandwurmerkrankungen des Hundes oder der Katze. Selten werden auch Erkrankungen des Menschen, vor allem bei Kindern beobachtet. Diese nennt man Dipylidiasis.
Bei einer behandlungsbedürftigen Infektion durch den Gurkenkernbandwurm kommen als Antiparasitika Praziquantel oder Niclosamid zum Einsatz.:290

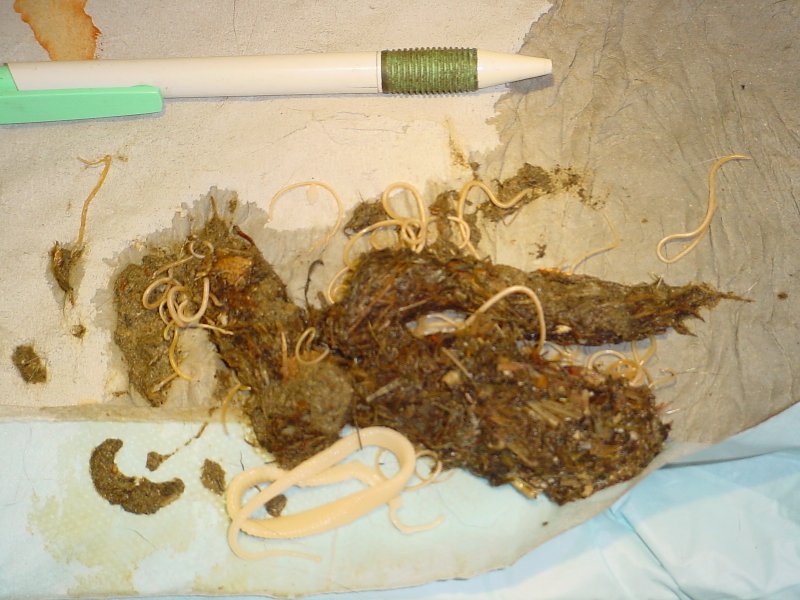
Gurkenkernbandwurm (am unteren Bildrand) und hochgradiger Spulwurmbefall einer Katze im Erbrochenen.
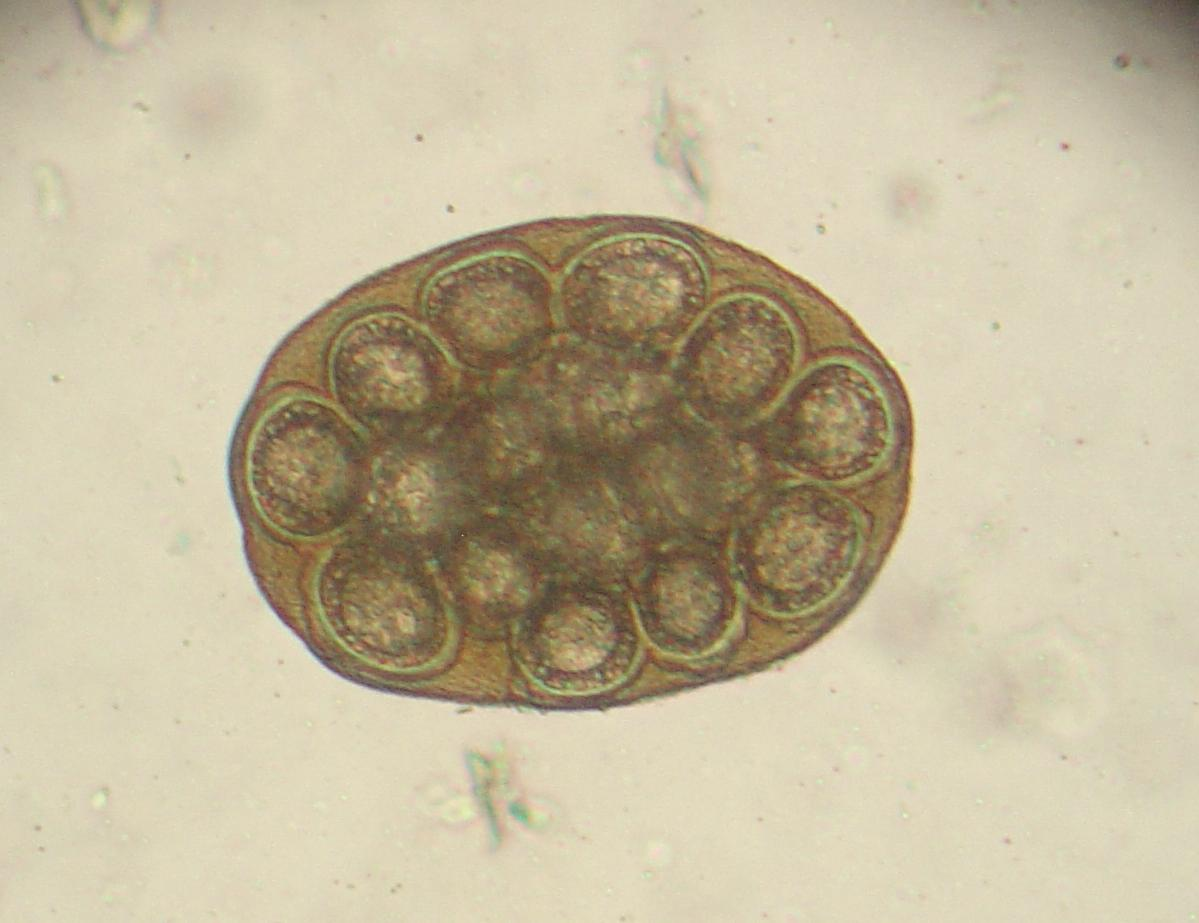
Paket von Gurkenkernbandwurm-Eiern (Mikroskopische Aufnahme)
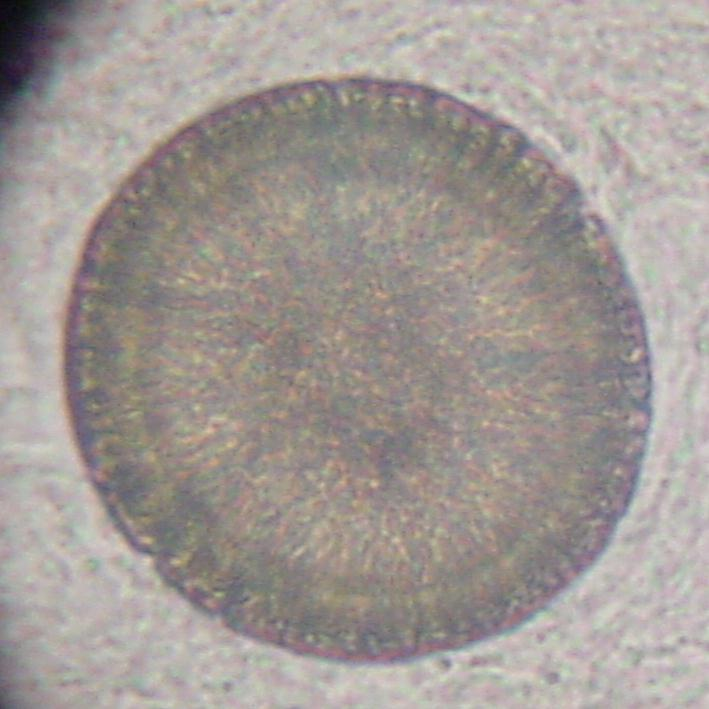
Ei eines Gurkenkernbandwurmes
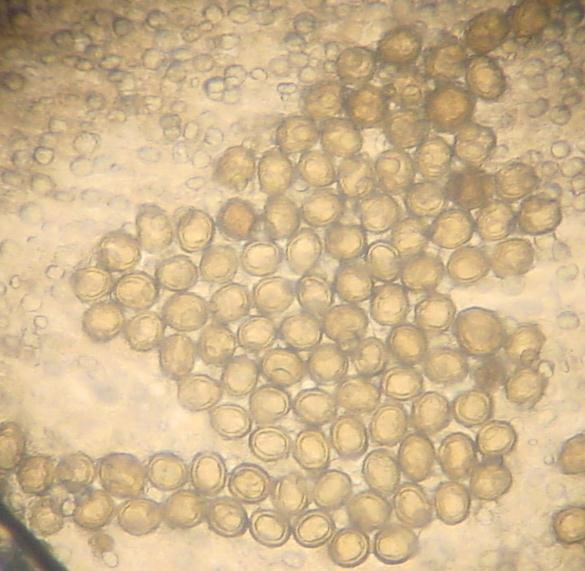
Eipaket innerhalb der Proglottide eines Gurkenkernbandwurmes